# Brian Brobbey
Brian Ebenezer Adjei Brobbey (* 1. Februar 2002 in Amsterdam) ist ein niederländisch-ghanaischer Fußballspieler. Der Stürmer steht bei Ajax Amsterdam unter Vertrag.

## Karriere

### Verein
Brobbey spielte in seiner Jugend beim AFC Amsterdam. Nach dessen Auflösung wechselte er zu Ajax Amsterdam, wo er für die Jugendauswahlen 64 Tore in 73 Spielen machte. Unter anderem deswegen spielte er schon mit 16 Jahren für Jong Ajax. Für die zweite Mannschaft der Hauptstädter machte er bislang zwölf Tore in 24 Spielen. Sein Debüt für die erste Mannschaft gab er am 31. Oktober 2020 gegen Fortuna Sittard (5:2), wo er nach seiner Einwechslung direkt ein Tor schoss. Während er bei der zweiten Mannschaft zum Kapitän wurde, debütierte er am 9. Dezember 2020 gegen Atalanta Bergamo in der Champions League auf internationalem Boden. Nach dem Abstieg in die Europa League schoss er am 18. Februar 2021 (Zwischenrunde – Hinspiele) den 2:1-Siegtreffer gegen den OSC Lille und damit seinen ersten internationalen Treffer. Mit einer weiteren Vorlage im Rückspiel trug er maßgeblich dazu bei, dass Ajax in die Runde der letzten 16 einzog. Am 21. März 2021 (27. Spieltag) stand er gegen ADO Den Haag das erste Mal in der Startelf und schoss sein drittes Ligator.
Im Winter 2020/21 verkündete Brobbey, dass er Ajax im Sommer ablösefrei verlassen werde. Zu dem Zeitpunkt waren unter anderem RB Leipzig und Borussia Dortmund interessiert. Wenig später stieg der FC Bayern München ins Rennen um den jungen Niederländer ein, hatte jedoch nur geringe Chancen, da Brobbey einen Verein suchte, bei dem er auf hohem Niveau Einsatzzeiten bekommt.
Zur Saison 2021/22 wechselte Brobbey mit einem Vierjahresvertrag zu RB Leipzig. Im DFB-Pokal wurde er in der ersten Runde bei dem 4:0-Sieg gegen den SV Sandhausen eingewechselt und debütierte somit für die Roten Bullen. Bei einer 0:1-Niederlage gegen den 1. FSV Mainz 05 debütierte er in der Bundesliga, als er in der 82. Minute für Nordi Mukiele ins Spiel kam. Bis zur Winterpause kam er jedoch nur zu neun Kurzeinsätzen in der Bundesliga. Brobbey kehrte daraufhin am 1. Januar 2022 bis zum Saisonende auf Leihbasis zu Ajax Amsterdam zurück. Dort erzielte er in 11 Ligaspielen 7 Tore und wurde zum zweiten Mal niederländischer Meister.
Zur Sommervorbereitung 2022 kehrte Brobbey nach Leipzig zurück. Er wechselte jedoch noch vor dem Start der Saison 2022/23 für eine Ablösesumme in Höhe von 16,35 Millionen Euro, die sich durch Bonuszahlungen auf 19,35 Millionen Euro erhöhen kann, erneut und nun endgültig zu Ajax Amsterdam, wo er einen Vertrag bis zum 30. Juni 2027 unterschrieb.

### Nationalmannschaft
Brobbey durchlief zwischen 2017 und 2023 die Jugendauswahlen des niederländischen Fußballbundes ab der U15. In allen Auswahlen gelangen ihm insgesamt 35 Tore in 54 Spielen. Am 24. März 2021 (1. Spieltag) debütierte er für die U21 der Niederlande, als er gegen Rumänien im Gruppenspiel der U21-Europameisterschaft 2021 kurz vor Schluss eingewechselt wurde. Im dritten Gruppenspiel bei der EM schoss er beim 6:1-Sieg gegen Ungarn sein erstes Tor für die U21 nach Einwechslung zur Halbzeitpause. Im Sommer 2023 nahm er erneut an der U21-Europameisterschaft teil und bestritt drei Gruppenspiele (ein Tor), ehe die Mannschaft nach der Vorrunde aus dem Turnier ausschied.
Im September 2022 berief ihn Nationaltrainer Louis van Gaal erstmals in den Kader der niederländischen A-Nationalmannschaft, jedoch ohne ihn anschließend einzusetzen. Ein Jahr später debütierte Brobbey schließlich im Oktober 2023 unter Nachfolger Ronald Koeman, als er beim EM-Qualifikationsspiel gegen Griechenland in der zweiten Halbzeit für Wout Weghorst eingewechselt wurde.

## Sonstiges
Brobbey ist der Bruder von Samuel Brobbey, der aktuell vereinslos ist. Außerdem ist er der Bruder von Kevin und Derrick Luckassen.

## Erfolge und Auszeichnungen
Nationalmannschaft
- U-17-Europameister: 2018, 2019

Verein
- Niederländischer Meister: 2021, 2022
- Niederländischer A-Junioren-Meister: 2019
- Niederländischer A-Junioren-Pokalsieger: 2019
- Niederländischer B-Junioren-Meister: 2017
- KNVB-Pokalsieger: 2021
- DFB-Pokal-Sieger: 2021/22

Auszeichnungen
- Torschützenkönig
  - der A-Junioren-Eredivisie: 2019
  - der B-Junioren-Eredivisie: 2018